# 1885 aux États-Unis
Pour des articles plus généraux, voir Chronologie des États-Unis et 1885.
Chronologie des États-Unis
- 1881
- 1882
- 1883
- 1884
- 1885
- 1886
- 1887
- 1888
- 1889

Cette page concerne des événements d'actualité qui se sont produits durant l'année 1885 du calendrier grégorien aux États-Unis.

## Événements

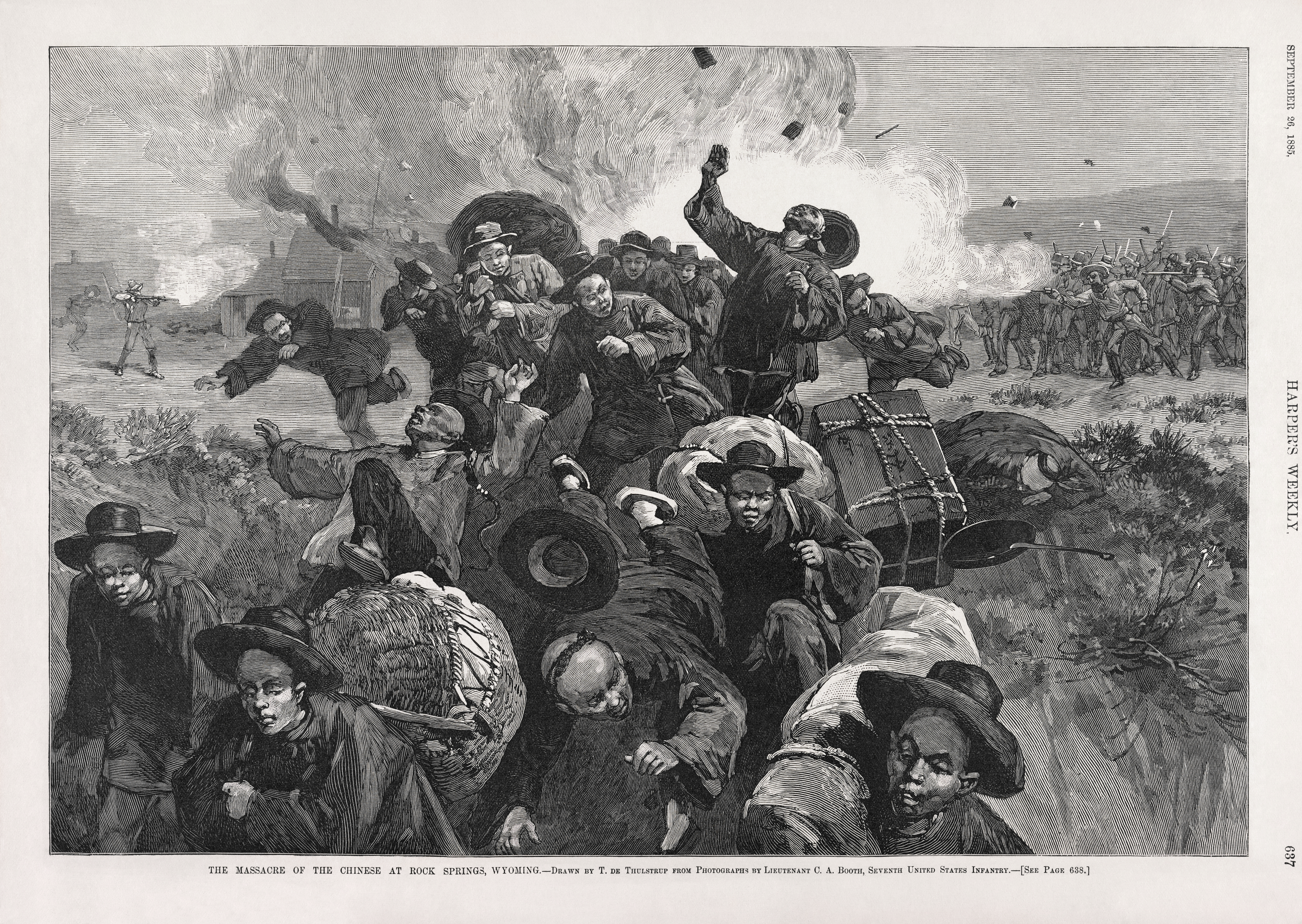
2 septembre : massacre de Rock Springs, Harper's Weekly

- Février : grève des ouvriers new-yorkais de la confection (émeute du pain et du beurre). Ils obtiennent des augmentations de salaire et une réduction des horaires quotidiens. Grève des tisseuses de tapis à Yonkers à la suite du licenciement d’adhérentes des Chevaliers du travail.
- 26 février : le Congrès des États-Unis vote le Contract Labor Act sous la pression des Chevaliers du travail, qui interdit le recrutement de travailleurs étrangers sous contrat. Désormais, les employeurs en mal de main-d’œuvre ne pourront plus payer le voyage de candidats à l’immigration.
- 4 mars : début de la présidence démocrate de Grover Cleveland aux États-Unis (fin en 1889). Avec 219 voix contre 182 à Blaine, Grover Cleveland est le premier démocrate élu depuis Buchanan (1856). Il peut s’appuyer sur le Congrès où les démocrates ont obtenu la majorité en 1882. Il incarne d’abord le parti des honnêtes gens, puis celui des victimes de la protection douanière.
- 19 juin : la statue de la Liberté du sculpteur français Frédéric Bartholdi, donnée par la France aux États-Unis, arrive à New York.
- 2 septembre : massacre de 28 mineurs chinois à Rock Springs (Wyoming) par des Blancs.
- Novembre : Plate-forme de Pittsburgh de 1885, adoption du texte sur le judaïsme réformé.
- Les organisations ouvrières décident que le 1er mai 1886 (jour du renouvellement des baux) serait une journée de grève générale et de pétition en faveur de la journée de huit heures.
- En alliant le wagon et l’entrepôt réfrigéré, le boucher Gustavus F. Swift met sur pied la première entreprise alimentaire d’envergure nationale, Swift & Company.
- Premier immeuble de grande hauteur à structure métallique à Chicago (Home Insurance Building de William Le Baron Jenney).
- Les Chevaliers du travail, organisation fondée en 1869, comptent alors plus de 100 000 membres. Ils dénoncent « le développement alarmant et les menaces des grands capitalistes » et sont partisans de la nationalisation des télégraphes, des téléphones et des chemins de fer. Ils marqueront le mouvement ouvrier américain jusqu'à la fin du siècle.